# LGBT práva v Ekvádoru

Duhová mapa Ekvádoru

Lesby, gayové, bisexuálové a translidé (LGBT) se v Ekvádoru mohou setkávat s právními komplikacemi neznámými pro většinové obyvatelstvo. Mužská a ženská stejnopohlavní sexuální aktivita je v Ekvádoru sice legální, ale páry stejného pohlaví a domácnosti jimi tvořené nemají stejná rodičovská práva jako heterosexuální manželství tvořené mužem a ženou.
V r. 1998 se Ekvádor stal jednou z prvních zemí na světě, která přijala ústavní zákon zakazující homofobní diskriminaci. Od r. 2009 mohou homosexuální páry uzavírat registrované partnerství, které jim garantuje veškerá práva a povinnosti, jako mají manželé, vyjma adopcí dětí. Translidem je od r. 2009 umožněná úřední změna pohlaví podle nového zákona o genderové identitě, aniž by museli projít chirurgickým zákrokem. Ekvádor je rovněž jednou z mála zemí na světě, která výslovně zakazuje konverzní terapii.
Manželství je v ekvádorské ústavě definované jako svazek muže a ženy. V r. 2013 podala gay aktivistka Pamela Troya žalobu požadující zrušení zákazu legalizace stejnopohlavního manželství v Ekvádoru. Ta odkazovala na rozhodnutí Meziamerického soudu pro lidská práva (Inter-American Court of Human Rights) v případu Atala Riffo a dcery proti Chile, které mělo za následek zrušení zákazů stejnopohlavního sňatků v Mexiku a závazek chilské vlády prosadit zákon legalizujícího stejnopohlavní manželství. 12. června 2019 hlasoval ekvádorský ústavní soud v poměru hlasů 5:4 pro legalizaci stejnopohlavního manželství v Ekvádoru.

## Zákony týkající se stejnopohlavní sexuální aktivity
Stejnopohlavní sexuální styk je v Ekvádoru legální od r. 1997 po nálezu ekvádorského ústavního soudu v kauze č. 111-97-TC týkající se zrušení § 516 odst. 1 trestního zákona kriminalizující pohlavní styk mezi lidmi téhož pohlaví.
Legální věk způsobilosti k pohlavnímu styku je bez ohledu na pohlaví účastníků nebo jejich sexuální orientaci stanoven na 14 let.

## Stejnopohlavní soužití

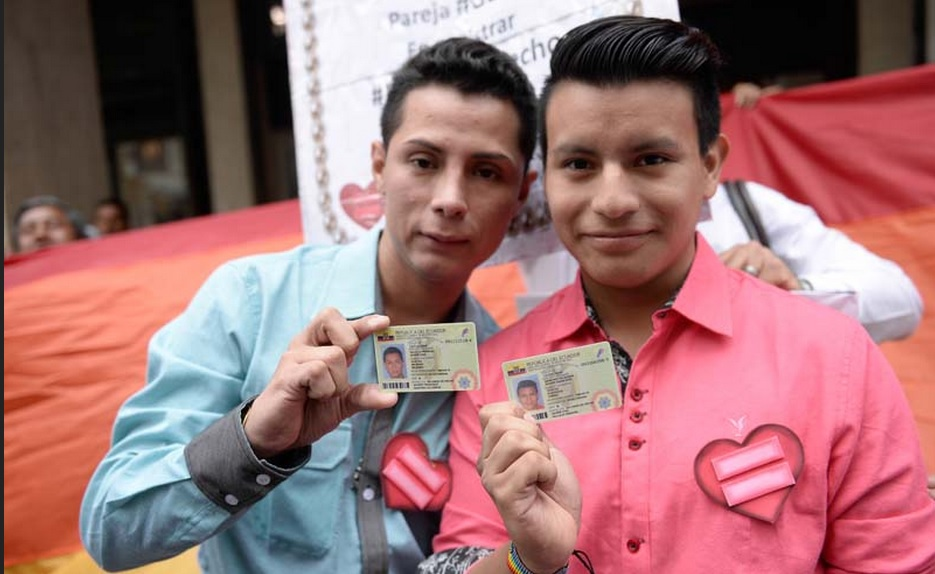
Mužský registrovaný pár v Ekvádoru

Článek 67 ekvádorské ústavy přijatý v roce 2009  vymezuje manželství jako svazek mezi mužem a ženou. Nicméně podle neoficiálního anglického překladu Článku 68 mají mít homosexuální páry žijící ve stabilním a monogamním svazku přístup ke stejným právům a povinnostem jako manželské páry.
Trvalé, stabilní, dobrovolné a monogamní svazky dvou osob žijících mimo manželství, které tvoří za splnění příslušných právních podmínek pár žijící ve společné domácnosti, disponují stejnými právy a povinnostmi jako rodiny, které vznikly na základě uzavření manželství. Osvojení je přípustné pouze v případě párů různého pohlaví.Španělský přepis článku 68 ústavy říká následující:
Článek 68 pak otevřel cestu k legalizaci registrovaného partnerství v Ekvádoru.
V srpnu 2014 podepsal ekvádorský prezident Rafael Correa prováděcí předpis umožňující homosexuálním párům žijícím ve společné domácnosti úřední stvrzení jejich svazku, včetně změny rodinného stavu. Registrované domácí partnerství se tak stává právoplatným rodinným stavem a je evidováno ve zvláštní úřední knize. Zákon začal platit 15. září. V srpnu 2015 přijalo Národní shromáždění novelu občanského zákoníku, která umožňuje automatickou registraci neregistrovaných homosexuálních párů žijících ve společné domácnosti po minimální dobu dvou let.

### Rozhodnutí Meziamerického soudu pro lidská práva (2018)
V lednu 2018 rozhodl Meziamerický soud pro lidská práva (Inter-American Court of Human Rights - IACHR), že Americká úmluva o ochraně lidských práv zavazuje k legalizaci stejnopohlavního manželství. Rozhodnutí, které jako první implementovala Kostarika, požaduje po většina latinskoamerických a karibských zemí, včetně Ekvádoru, aby zpřístupnily manželství párům stejného pohlaví.
V květnu 2018 podpořil ekvádorský ústavní soud lesbický pár v žádosti o uznání jejich rodičovství na matrice. Už v tomto nálezu deklaroval, že rozhodnutí IACHR je pro Ekvádor závazné.
Po vydání rozhodnutí IACHR, podle něhož je stejnopohlavní manželství lidským právem, se dva homosexuální páry obrátily na matriku v Cuence se žádostí o vydání manželské licence. Poté, co jim bylo řečeno, že nesplňují podmínku rozdílnosti pohlaví, se s ní začaly soudit na základě právní argumentace, že zákaz stejnopohlavních manželství je diskriminační, neústavní a v rozporu s Americkou úmluvou o ochraně lidských práv a základních svobod. S odkazem na rozhodnutí IACHR se jim 29. června 2018 dostalo podpory dvou rodinných soudců. Ti pak vyzvaly matriku, aby neprodleně začala vydávat manželské licence i párům stejného pohlaví. Ta se proti tomu odvolala.
28. července 2018 oznámil prezident ekvádorského ústavního soudu Alfredo Ruiz, že většina ústavních soudců podpoří legalizaci stejnopohlavního manželství, čímž potvrdil, že se stejnopohlavní manželství brzy stane v Ekvádoru právní realitou.
12. června 2019 hlasoval ekvádorský ústavní soud ve prospěch stejnopohlavního manželství

## Adopce dětí
Článek 68 Ústavy Republiky stanovuje, že: (španělsky) „La adopción corresponderá sólo a parejas de distinto sexo.“. Český překlad španělské verze tohoto článku: „Osvojení dětí se připouští v případě párů skládajících se muže a ženy.“ Na možnost individuálního osvojení ústava nepamatuje.
Podle ekvádorských zákonů si však jednotlivec smí osvojit dítě, přesto jsou však v adopčním řízení upřednostňovány heterosexuální páry.
V květnu 2018 vyzval ekvádorský ústavní soud matriku k registraci lesbické rodiny vychovávající sedmiletou dívku. Případ pocházející ze září 2012 požadoval, aby dívka vyrůstající v lesbické rodině mohla užívat příjmení obou svých matek. Ekvádorský ústavní soud ve svém nálezu argumentoval také porušením dětských práv. 5 soudců hlasovalo pro, 3 proti a jeden se zdržel.

## Ochrana před diskriminací
V r. 1998 se Ekvádor stal první zemí na americkém kontinentu a třetí na světě, která ochranu osob jiné sexuální orientace před diskriminací garantuje přímo v Ústavě.
Podle ústavních zákonů Ekvádoru je diskriminace na základě sexuální orientace nebo genderové identity zakázaná (Článek 11/2 Ústavy Republiky Ekvádor):
Všichni občané Ekvádoru si jsou rovni a mají stejná práva, povinnosti a rovné příležitosti. Jakákoli diskriminace osoby nebo skupin osob na základě jejich etnického původu, místa narození, věku, pohlaví, genderové identity, náboženského přesvědčení, rodinného stavu, politického přesvědčení, právního stavu, socioekonomické situace, sexuální orientace a zdravotního stavu a jiných přitěžujících faktorů je zakázána. Veškeré formy diskriminace jsou trestány prováděcími právními předpisy země.
V r. 2015 byla přijatá reforma zákoníku práce zakazující diskriminaci jiných sexuálních orientací na pracovišti.
V červnu 2018 přijalo ekvádorské ministerstvo vnitra novou politiku podporující práva LGBT minority. Jejím cílem je ochrana a garance práv LGBT minority ve zdravotnictví, na pracovišti, sociální péči a justici.

## Změna pohlaví
Zákon o genderové identitě přijatý v r. 2016 umožnil třem Ekvádorcům změnit si své pohlaví i v úředních listinách, včetně rodného listu. Zákon umožňuje kromě vydání nových osobních dokumentů i změnu jména.

## Konverzní terapie
V listopadu 2011 místní aktivistická skupina Fundación Causana sepsala petici ministru zdravotnictví ohledně zrušení více než 200 pochybných klinik, které obvinila z násilí a mučení pacientů ve snaze vyléčit je z homosexuality.
Kliniky se zaměřovaly zejména na lesbické ženy  a fungovaly pod záštitou drogových center. Byly známy i případy rodičů, kteří se po zjištění násilí snažili dostat pryč z kliniky jejich dceru Paolu Ziritii, jejich žádost však nebyla vyslyšená. Té se z tohoto vězení podařilo dostat po dvou letech a jako první sepsala žalobu na existenci těchto center
Vláda vyhověla žádosti aktivistů jenom zčásti tím, že uzavřela 27 klinik, zatímco zbylých 207 i nadále funguje.
23. ledna 2012 byla sepsána další petice, která získala 113 761 hlasů, jež hlásala následující:
Po deseti letech protestů ekvádorský národ prostřednictvím Ministerstva zdravotnictví ustanovil komisi, jejímž účelem bylo vymazat homosexualitu ze seznamu nemocí, což znamená vlastně absurdnost existence takových klinik. Děkujeme všem, kteří se pod naší petici podpořili svým podpisem a budeme i nadále bojovat proti kontroverzním lékařským praktikám.
Ministryně zdravotnictví Carina Vance Maflová krátce na to rozhodla o zákazu činnosti třem klinikám v Quitu, v nichž byly drženy tisíce žen.
Následně byl v r. 2014 změněn článek 151 ekvádorského trestního zákoníku, který nejen zakazuje konverzní terapii, ale i jí staví na roveň mučících praktik. Osobám usvědčeným z pseudovědeckých praktik hrozí až deset odnětí svobody.

## Životní podmínky

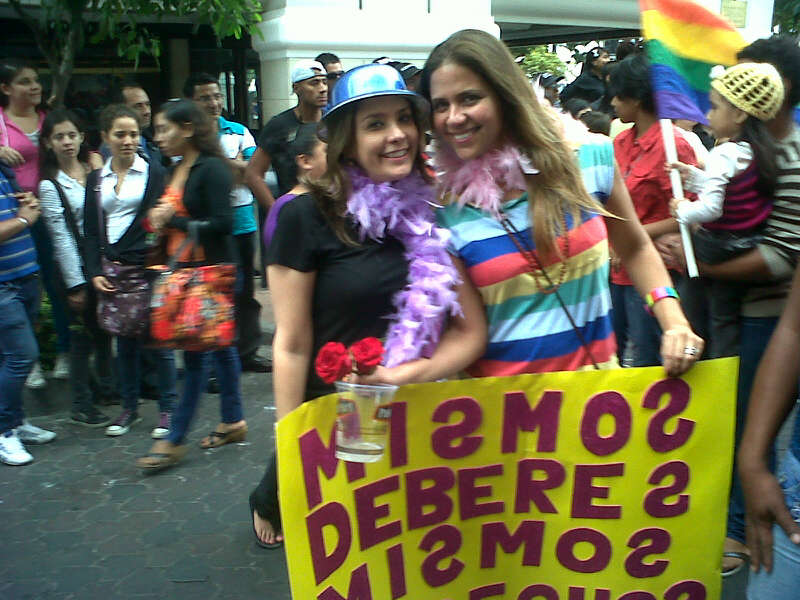
Guayaquil Pride

Bohatá gay scéna je nejvíce rozvinutá ve velkých městech jako jsou Quito a Guayaquil. První pochod hrdosti se konal v Quitu, v r. 1998 krátce nálezu Ústavního soudu rušící část Trestního zákoníku trestající pohlaví styk mezi osobami téhož pohlaví. I přesto je však ekvádorský národ značně konzervativní a machistický, což má za následek spíše negativní vnímání homosexuálních lidí ze strany většinové společnosti.
V poslední dekádě se ve všech velkých městech konalo mnoho festivalů hrdosti pod záštitou místních politiků a pod policejní ochranou. Například průvod Guyaquil Pride konaný r. 2011 získal podporu, jak místního zastupitele Gina Molinari, tak i viceprefektky Luzmily Nicolaide a Předsedy Národního shromáždění Gina Godoy, přičemž úkolem bezpečnostních složek bylo jako vždy chránit účastníky před extremisty.
Ve velkých městech se dále konají filmové festivaly s LGBT tematikou.
V r. 2012 jmenoval ekvádorský prezident Rafael Correa lesbickou aktivistku Carinu Vance Mafla ministryní zdravotnictví.

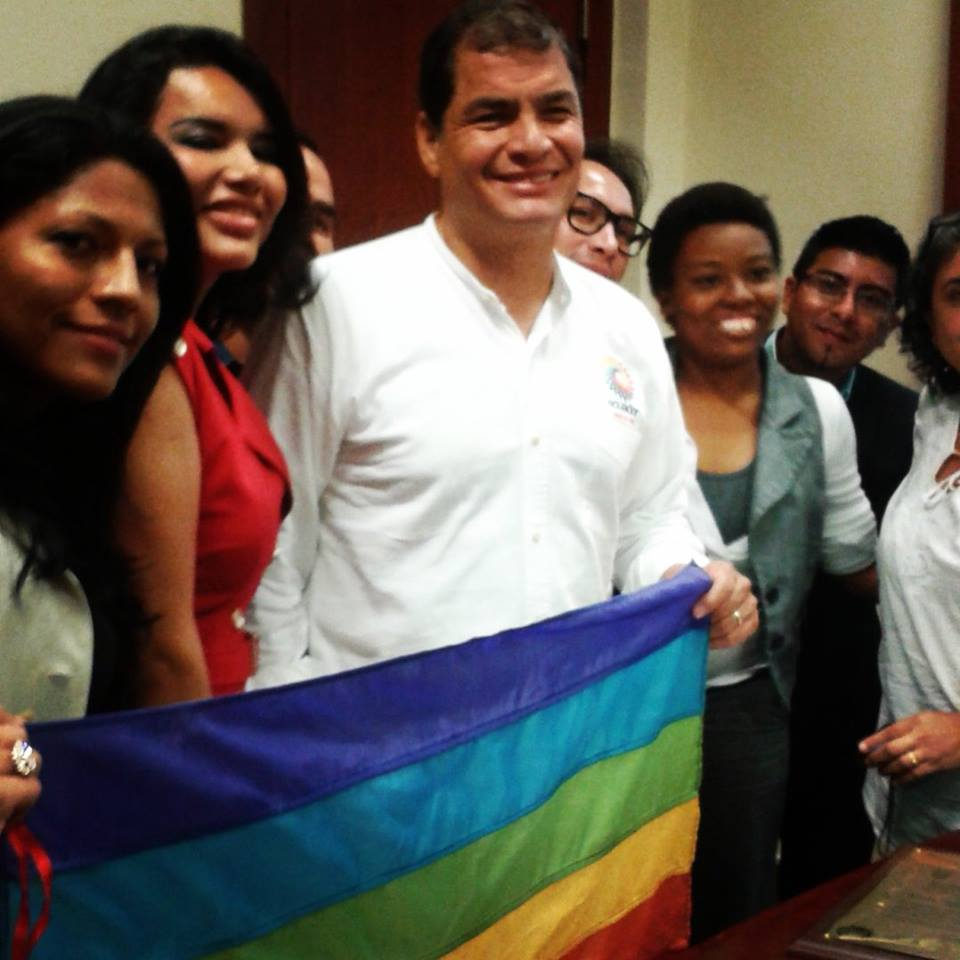
Historické setkání s ekvádorským prezidentem Rafaelem Correou vedené Diane Rodríguez

Zpráva Ministerstva zahraničních věcí Spojených států amerických z r. 2011 shledává, že:
Ekvádorská ústava nepřipouští jakoukoli formu diskriminace a nenávisti vůči sexuálním menšinám a dává všem občanům země rovná práva a povinnosti. Ačkoli veškerá diskriminace na základě sexuální orientace nebo genderové identity je zapovězená, tak LGBT osoby se s ní i nadále setkávají jak v soukromé, tak i ve veřejné sféře. LGBT organizace poukazuje zejména na diskriminaci mířenou proti translidem, jelikož jejich odlišnost od majoritní společnosti je velmi patrná, a na laxní přístup policie i státního zastupitelství k důkladnému vyšetření homofobní a transfobní kriminality. Jsou známy i případy nedobrovolné internace homosexuálů v soukromých klinikách, v nichž jsou podrobováni konverzní terapii, která je zakázaná. Nedobrovolně držení homosexuálové se pak stávají obětí bizarních a pochybných proceduru, včetně nápravného znásilňování. V srpnu tohoto roku poté, co vyšly najevo zprávy o ilegálních klinikách "léčících" homosexuální osoby, rozhodla vláda o jejich uzavření a zákazu činnosti, přesto však LGBT organizace stále poukazují na to, že stále fungují. Tudíž i přes veškerou zákonnou ochranu musejí LGBT osoby nadále pokračovat v bourání předsudků a získávání rovného přístupu k rovným příležitostem, která jsou jim stále často upírána.
V r. 2017 se festivalu Guayaquil Pride zúčastnilo 20 tisíc lidí. Jednalo se také o první případ, kdy guyaquilské zastupitelstvo umožnilo osvětlit pomník Simona Bolívara a Svatého Martin barvami duhy, která je symbolem hnutí za LGBT práva. V červnu 2017 se do duhové vlajky zabarvilo i sídlo ekvádorského prezidenta.
V r. 2018 se více než 18 tisíc lidí zúčastnilo pochodu Quito Pride.

### Homofobie během voleb v roce 2013
Po skončení ekvádorských všeobecných voleb v roce 2013 byl Nelson Zavala, evangelický kazatel a prezidentský kandidát, který se mezi osmi kandidáty zařadil na posledním místě, dosouzen k pokutě ve výši 3000 amerických dolarů za homofobní rétoriku, když řekl, že homosexuálové jsou hříšní a amorální, a že trpí závažnou poruchou chování . Soud mu uložil také roční zákaz politické činnosti, včetně členství v politických stranách i zájmových skupinách. LGBT aktivisté tento rozsudek uvítali jako důležitý mezník. Zavala se sice odvolal, ale soud vyšší instance 19. března 2013 tento rozsudek potvrdil.

### LGBTI kandidatura
Ve volbách 2013 se LGBTI aktivistka Diane Marie Rodríguez Zambrano z asociace Silueta X stala první otevřenou trans kandidátkou. Po potvrzení její kandidatury napsal ekvádorský prezident Rafael Correa na svém twitterovém účtu, že jí uznává jako vhodnou kandidátku do veřejné funkce. O měsíc později byla Rodriguez pozvána na změnu prezidentské stráže. V prosinci 2013 koordinovala Rodriguez první setkání mezi zástupci LGBTI minority a prezidentem Correou. Předmětem jednání bylo několik politických dohod. V r. 2017 byla Rodríguez zvolená poslankyní Národního shromáždění.

## Souhrnný přehled

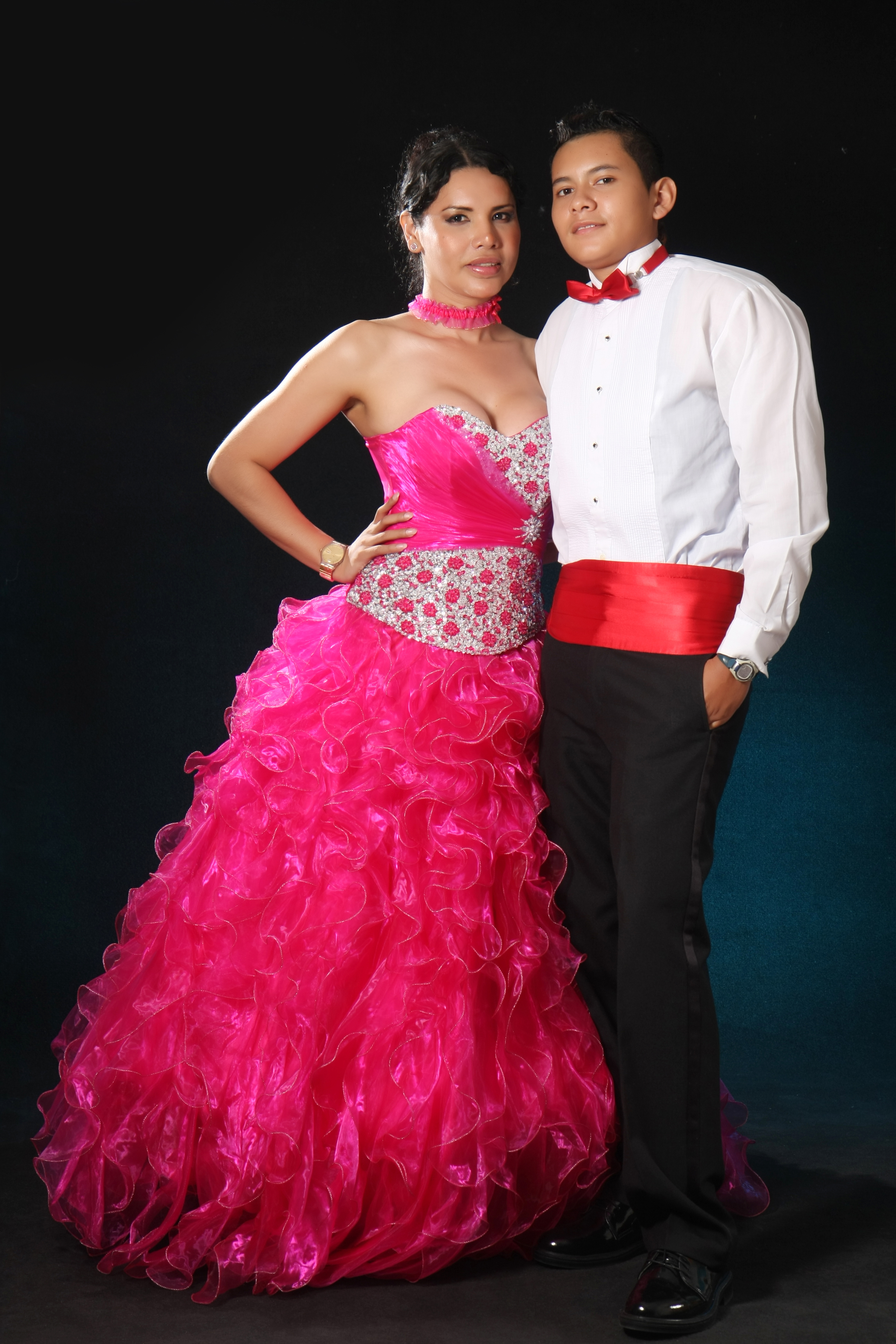
Diane Rodríquez a její partner se staly prvním registrovaným párem v Ekvádoru.

| Legální stejnopohlavní styk                                                            | (1997)                               |
| Stejný věk legální způsobilosti k pohlavnímu styku pro obě orientace                   | (1997)                               |
| Antidiskriminační zákony v zaměstnání                                                  | (1998)                               |
| Antidiskriminační zákony v přístupu ke zboží a službám                                 | (1998)                               |
| Antidiskriminační zákony v ostatních oblastech (homofobní urážky, zločiny z nenávisti) | (1998)                               |
| Stejnopohlavní manželství                                                              | (2019 )                              |
| Jiná forma stejnopohlavního soužití                                                    | (2008)                               |
| Adopce dítěte partnera                                                                 | (Navrženo)                           |
| Společná adopce dětí stejnopohlavními páry                                             | (Ústavní zákaz od r. 2009; navrženo) |
| LGBT osoby smějí otevřeně sloužit v armádě                                             | [ 57 ]                               |
| Možnost změny pohlaví (precedent)                                                      | (2009)                               |
| Úřední změna pohlaví                                                                   | (2016)                               |
| Přístup k umělému oplodnění pro lesbické ženy                                          | No                                   |
| Zákaz konverzní terapie                                                                | (2014)                               |
| Náhradní mateřství pro gay páry                                                        |                                      |
| MSM smějí darovat krev                                                                 |                                      |